# Hutchinsonia
Hutchinsonia là một chi thực vật có hoa trong họ Thiến thảo (Rubiaceae).

## Loài
Chi Hutchinsonia gồm các loài: